# Antoine de Clermont-Tonnerre
Pour les articles homonymes, voir Clermont-Tonnerre, Clermont et Tonnerre.
Antoine de Clermont-Tonnerre est un producteur français né le 18 juin 1941 à Lyon 6e.

## Biographie
Antoine Louis Guy de Clermont-Tonnerre est fils de Thierry de Clermont-Tonnerre et de sa femme Hélène de Rohan-Chabot.
Conseiller à la culture et à la communication de 1974 à 1979 auprès du Premier ministre, il préside la Société française de production jusqu'en 1981, année de sa nomination à la tête des Editions Mondiales. 
En 1987, il fait partie du comité formé par Francis Bouygues pour soutenir sa candidature à l'achat de TF1. 
Avec Martine Chaussin, sa deuxième épouse, il fonde en janvier 1992 la société MACT Productions (SIREN no 384219424).
Il a succédé à Margaret Menegoz à la présidence d'Unifrance en janvier 2009.

## Marriages et déscendance
Il s'est marié une première fois à Paris (puis a divorcé) avec María Luisa Pérez Orrego (née à Santiago, Chili, le 20 mai 1943) et s'est marié une deuxième fois, à Paris en 1986, avec la productrice Marie Martine Chaussin (née à Paris le 5 juin 1945) et a eu cinq enfants :
- Alban Georges Thierry de Clermont-Tonnerre (né le 4 avril 1964), marié à Ancy-le-Franc le 26 juin 1993 avec Caroline Danet (née à Boulogne-Billancourt le 26 juillet 1963), et eut :
  - Eloi de Clermont-Tonnerre (né à Paris le 10 janvier 1994)
  - Victor de Clermont-Tonnerre (né à Paris le 2 juin 1996)
  - Adélie de Clermont-Tonnerre (née à Boulogne-Billancourt le 30 août 2000)
- Alexandre Georges Thierry de Clermont-Tonnerre (né le 5 janvier 1969), marié à Tornac le 22 juillet 2000 Coralie-Anne-Marie-Thérèse de Salviac de Viel Castel (née à Paris le 1 février 1972), et eut :
  - Joseph Antoine Pierre Hélios de Clermont-Tonnerre (né à Athènes, Grèce, le 16 juillet 2002)
- Julie Carmen Hélène de Clermont-Tonnerre (née le 24 janvier 1979), mariée le 25 mai 2006 avec Alexandre Leymarie
- Laure Marsa Frédérique de Clermont-Tonnerre (née à Paris le 26 juillet 1983), comédienne et réalisatrice
- Thierry Georges Jacques de Clermont-Tonnerre (né à Paris le 5 septembre 1987)

## Décoration
- Commandeur de l'ordre des Arts et des Lettres au titre de « producteur » (2003)[3]

## Filmographie sélective
- 1989 : La Révolution française de Robert Enrico et Richard T. Heffron
- 1989 : Vanille fraise de Gérard Oury
- 1998 : Du bleu jusqu'en Amérique de Sarah Lévy
- 2005 : Quartier VIP de Laurent Firode
- 2005 : Mr. Ripley et les Ombres de Roger Spottiswoode
- 2008 : Les Citronniers d'Eran Riklis
- 2011 : Si tu meurs, je te tue de Hiner Saleem
- 2012 : Gebo et l'ombre de Manoel de Oliveira
- 2013 : Hannah Arendt de Margarethe von Trotta
- 2014 : Pour ton anniversaire (Zum Geburtstag) de Denis Dercourt